# Кастильєхо-де-Іньєста
Кастильєхо-де-Іньєста (ісп. Castillejo de Iniesta) — муніципалітет в Іспанії, у складі автономної спільноти Кастилія-Ла-Манча, у провінції Куенка. Населення — 184 особи (2010).
Муніципалітет розташований на відстані близько 190 км на південний схід від Мадрида, 70 км на південний схід від Куенки.

## Демографія
Динаміка населення (INE ):